# Daim (bonbon)
Pour les articles homonymes, voir Daim (homonymie).
Pour l’article ayant un titre homophone, voir Dain.
Les bonbons Daim ou  « barre Daim » est une marque de friandise originaire de Suède, fabriquée sous forme de barres ou de bonbons à base de caramel croustillant aux amandes enrobé de chocolat au lait.

## Historique
Cette marque de friandise (dénommée à l'origine « Dajm » en suédois) a été créée en 1953 par l’entreprise suédoise Marabou, qui fabrique des produits chocolatés. Rebaptisé « Daim » et « Dime » (au Royaume-Uni et en Irlande jusqu'en 2005), le produit a été racheté par Kraft Foods en 1993 et appartient depuis 2012 au groupe américain Mondelez International (issu d'une scission de l'américain Kraft Foods). Daim est produit dans l'usine Kraft Foods Daim, située à Upplands Väsby, près de Stockholm, en Suède.

## Composition
Cette friandise, généralement présentée sous la forme d'une barre ou d'un bonbon de chocolat au lait (46%) fourré au caramel croquant, est composée de beurre et de pâte de cacao avec de la poudre de lait (lactosérum), des amandes caramélisées, de l'huile de palme ainsi que de sucre, et divers arômes,. Il peut également se présenter sous forme de brisures en sachet pour des préparations et présentant la même composition.

## Usage
Ces bonbons au chocolat caramélisé peuvent se retrouver dans des recettes de cuisine, dans des produits glacés, voire dans des mélanges chocolatés de produits conçus et distribués par la marque détentrice de la marque,.
Les glaces McFlurry de McDonald's peuvent être agrémentées de Daim depuis le début des années 2000[réf. nécessaire].

## Dans la culture populaire
L'humoriste Chantal Ladesou évoque cette friandise dans, Les magasins Ikéa, un des sketches de son one-woman-show « J'ai l'impression que je vous plais vraiment », sorti en 2011.